# E234

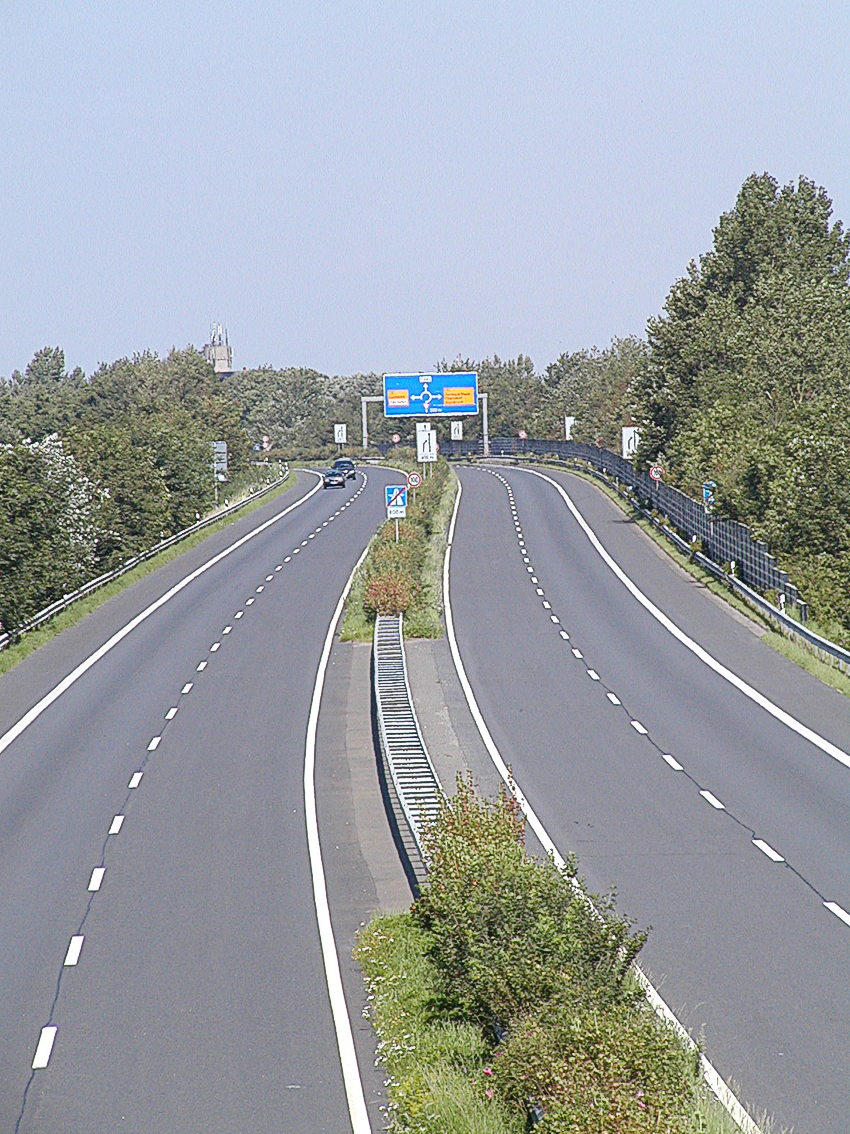
E234/A27 nära Cuxhaven

E234 eller Europaväg 234 är en 170 km lång europaväg som går mellan Cuxhaven och Walsrode i  Tyskland.

## Sträckning
- Cuxhaven - Bremerhaven - Bremen - Walsrode

## Standard
Sträckan är motorväg, nr A27, utom inne i Cuxhaven.

## Anslutningar till andra europavägar
Den ansluter till E22 (i Bremen) och E45 (i Walsrode).